# L風暴
《L風暴》（英語：L Storm；中国大陆片名《反貪風暴3》）是一部於2018年上映的香港剧情電影，為反貪風暴系列電影第三部，由林德祿执導，凌志華任動作設計。古天樂、張智霖、鄭嘉穎及鄧麗欣領銜主演。本作中L是指兩方面，洗黑錢（Money Laundering）和ICAC裏面的內部紀律調查組（L組）。
本作為反貪風暴系列中首部獲香港電影金像獎提名的電影，男演員栢天男憑此片入圍第38屆香港電影金像獎「最佳新演員」最後五強。

## 上映時間
| 新加坡 新傳媒8頻道 周六影院 星期六 22:30 - 00:30 | 新加坡 新傳媒8頻道 周六影院 星期六 22:30 - 00:30 | 新加坡 新傳媒8頻道 周六影院 星期六 22:30 - 00:30 |
| ------------------------------------------------ | ------------------------------------------------ | ------------------------------------------------ |
|                                                  | L风暴（华语版） （2020年12月19日）               |                                                  |
| 风暴（华语版） （2020年12月12日）                | 北京爱情故事（华语版） （2020年12月26日）        |                                                  |

| 香港 無綫電視 翡翠台 星期六 20:30 - 22:30 | 香港 無綫電視 翡翠台 星期六 20:30 - 22:30       | 香港 無綫電視 翡翠台 星期六 20:30 - 22:30 |
| ----------------------------------------- | ----------------------------------------------- | ----------------------------------------- |
|                                           | L風暴 （2021年8月21日）                         |                                           |
| STAND BY ME 多啦A夢 2 （2021年8月14日）   | 聲·夢飛行 First Live On Stage （2021年8月28日） |                                           |

## 分級
| 國家/地區 | 分級   |
| 香港      | IIB 級 |

## 演員

### 領銜主演
| 演員   | 角色   | 備註 |
| 古天樂 | 陸志廉 | William、前輩 廉政公署首席調查主任 譚美莉、王海良、陳俊輝、阿拔之上司 因一百億洗黑錢案而再度與劉保強合作及暗中調查 被游子新冒充其已移居英國的昔日大學好友陳育民，存放一千二百萬在陸志廉戶口，以作陷害其貪污一千二百萬，陸志廉因無法解釋1200萬的來源需被即時停職，更被程德明調查，後來得悉自己遭人陷害而與程德明合作 參見《Z風暴》、《S風暴》 |
| 張智霖 | 劉保強 | 原為香港警察重案組高級督察，因受槍傷而被調職至為警方聯合財富情報組（JFIU），本片開首交代其升為總督察 因一百億洗黑錢案而再度與陸志廉合作及暗中調查 因一百億洗黑錢案而與洪亮合作 參見《S風暴》 |
| 鄭嘉穎 | 程德明 | Kenny 廉政公署內部紀律調查組（L組）調查主任 收到吳頌華舉報指陸志廉貪污一千二百萬而調查陸志廉，後來查明陸志廉是清白的更遭人陷害而與其合作 認為L組為香港法治守最後一道門的最後一道門，比喻為“掃廁所的工人”。 |
| 鄧麗欣 | 吳頌華 | Eva 私影模特兒 曾為狄偉傑之情婦 因欠債被楊正福收買，向程德明誣陷陸志廉貪污，後痛改前非協助陸志廉 片尾提及因做特赦證人，只判守行為一年 |

### 主演
| 演員   | 角色   | 備註 |
| 謝天華 | 狄偉傑 | 海關督察 曾為吳頌華之情夫 曾分別收取徐有財及王海禾賄款 劉夢娜之夫 本來因劉夢娜被殺而想向陸志廉自首，但被游子新先下手為強，被刺傷後逃逸生死未卜 （內地版已經被警方尋獲屍體） |
| 譚耀文 | 王海禾 | 本片第二大反派 背景神秘的荷蘭籍洗錢集團首腦 楊正福、豹哥之老大 為了吞併徐有財的洗黑錢生意而到徐有財的洗衣店並命令豹哥殺死徐有財及何大成，後與招美欣及張鵬等人合作洗黑錢 游子新之老大，後因忌才而派豹哥在廁所殺其，但失敗並被其吞併十五億而決裂 最後與招美欣跟警方駁火期間被劉保強一槍擊中，重傷倒地投降被捕 片尾提及因洗黑錢罪名成立，非法管有軍火、傷人罪名成立，共判處有期徒刑二十五年 |
| 張繼聰 | 何大成 | 本片前期大反派 徐有財之保鑣 因王海禾想吞併徐有財的洗黑錢生意而在洗衣店被豹哥勒死 |
| 廖啟智 | 徐有財 | 本片前期大反派 舊派洗黑錢集團頭目，經營洗衣店 在初出道跟隨貴興叔成為其手下 賄賂狄偉傑 因王海禾想吞併自己的洗黑錢生意而在自己的洗衣店被豹哥向著喉嚨打兩拳致死 |
| 蔡瀚億 | 陳俊輝 | Cel 廉政公署調查主任 陸志廉之下屬 |
| 夏嫣   | 譚美莉 | Tammy 廉政公署調查主任 陸志廉之下屬 曾隨陸志廉見狄偉傑時，被游子新行刺及打至重傷入院，後甦醒並向程德明証明陸志廉清白 參見《Z風暴》、《S風暴》 |
| 丁海峰 | 洪亮   | 中國反貪污賄賂總局偵查處處長 因一百億洗黑錢案而與劉保強合作並展開調查張鵬 |
| 馮雷   | 張鵬   | 本片幕后大反派 中國國家副部級領導 藉招美欣洗黑錢一百億 洪亮之調查對象 最後在深圳遊艇會準備出海被洪亮截停其座駕及拘捕 片尾提及因受賄罪，濫用職權罪，巨額資產來源不明罪數罪並罰，依法判處無期徒刑，並沒收個人全部財產 |
| 李昕岳 | 招美欣 | 本片第三大反派 洗黑錢活動之中間人 原與徐有財合作洗黑錢，因其洗黑錢生意被王海禾吞併後改為與王海禾合作 最後與警方駁火期間被警方槍傷手臂及拘捕 片尾提及因協助洗黑錢罪名成立，判處有期徒刑十年 |

### 其他演員
| 演員   | 角色   | 備註 |
| 宣萱   | 區嘉雯 | 兒童精神科醫生 |
| 羅蘭   |        | 陸志廉的昔日大學好友陳育民之母親                                                                                                 |
| 盧海鵬 | 貴興叔 | 社團叔父 徐有財出道時跟隨的老大 徐有財發跡後為了報恩，所發展的生意均預留其一份股份                                               |
| 麥長青 | 楊正福 | 本片大反派 肥福 放數黑社會首腦 阿樂之老大 王海禾之手下 吳頌華之債主，威逼利誘其舉報誣陷陸志廉貪污 最後於賭船被廉政公署及警方拘捕 |
| 胡子彤 | 阿樂   | 本片反派之一 楊正福之手下 陸志廉之天敵，對其窮追不捨 最後於賭船被廉政公署及警方拘捕                                              |
| 灰熊   | 豹哥   | 本片大反派 王海禾之近身手下 王海禾在清洗張總的一百億後下令其殺害游子新，但反被子新殺害                                             |
| 鄭子誠 | 林希聖 | 本片前期反派 銀行主任 曾為徐有財洗黑錢 在劉保強在上門調查自己時帶同手提電腦逃走，最後被子新伏擊而死                              |
| 關禮傑 | 余Sir  | 廉政公署執行處處長 陸志廉、程德明之上司                                                                                          |
| 張松枝 | 王海良 | 細良 廉政公署調查主任 陸志廉之下屬 參見《Z風暴》、《S風暴》                                                                      |
| 吳肇軒 | 阿拔   | 廉政公署調查主任 陸志廉之下屬 |
| 羅浩銘 | 羅仲文 | Derek 廉政公署內部紀律調查組（L組）調查主任 程德明之下屬                                                                         |
| 周祉君 | 張偉恆 | Mark 廉政公署內部紀律調查組（L組）調查主任 程德明之下屬                                                                          |
| 金興賢 | 吳警司 | 聯合財富情報組（JFIU）警司 劉保強之上司                                                                                          |
| 陳庭欣 | 李慧雅 | Cindy 聯合財富情報組（JFIU）督察 劉保強之下屬 與同事一行人準備拘捕招美欣時被其槍傷                                               |
| 陸駿光 | 蔡仔   | 原為重案組警員，後轉職至聯合財富情報組（JFIU） 劉保強之下屬 參見《S風暴》                                                        |
| 李忠希 | 阿叉   | 原為重案組警員 參見《S風暴》 |
| 鄒文正 | 阿華   | 聯合財富情報組（JFIU）警員 劉保強之下屬                                                                                          |
| 劉夢娜 |        | 狄偉傑之妻，並懷有其孩子六星期 被游子新安裝炸彈於坐駕上炸死                                                                        |
| 岑樂怡 |        | 新展銀行接待員 |
| 邵展鵬 |        | 少年陸志廉 |

### 特別介绍
| 演員   | 角色 | 備註 |
| 栢天男 | 子新 | 本片终极大反派 Thomson 銀行主任 兒時患有自閉症，區嘉雯之病人，有暴力傾向所以被安排從小學習功夫 一邊耳朵失聰，一邊只剩3成聽力 王海禾之得力助手，後因王海禾忌才和殺自己之心，繼而吞併其十五億兼與王反目，並被王追殺，再殺死豹哥 炸死狄偉傑之妻子 刺傷狄偉傑和譚美莉 舉報並伏擊及殺害林希聖 冒充陸志廉已移居英國的昔日大學好友陳育民，存放一千二百萬在陸志廉戶口，用以陷害陸志廉貪污，使陸志廉停職 最後被陸志廉及程德明拘捕 片尾提及因洗黑钱罪名成立，判处有期徒刑十五年。而谋杀罪名成立，判處終身監禁 |

## 票房
中国大陆取得4.4亿元人民币。
| 上一届： 《碟中谍6：全面瓦解》 | 2018年中國大陸一周票房冠軍 第37-38週 | 下一届： 《黄金兄弟》 |

## 奬項及提名
| 年度   | 颁奖典礼                     | 奖项           | 姓名      | 结果 |
| ------ | ---------------------------- | -------------- | --------- | ---- |
| 2019年 | 第2屆最港電影大獎            | 我最喜愛港片   | 《L風暴》 | 提名 |
| 2019年 | 香港電影我撐場民選大獎2019   | 我最撐新晉演員 | 栢天男    | 提名 |
| 2019年 | 第38屆香港電影金像獎         | 最佳新演員     | 栢天男    | 提名 |
| 2019年 | 第二屆MOVIE6全民票選電影大獎 | 最佳新演員     | 栢天男    | 提名 |

## 備註
1. ↑  在《Z風暴》中飾演張強。
2. ↑  在《Z風暴》中飾演羅德永。
3. ↑  在《S風暴》中飾演申華山。
4. ↑  在《Z風暴》中飾演蔡子彬。

## 外部連結
- WMOOV電影上《L風暴 （页面存档备份，存于）》的資料（中文）
- 香港影庫上《L風暴》的資料（繁體中文）
- 雅虎香港電影上《L風暴》的資料（繁體中文）
- 时光网上《反貪風暴3》的資料（简体中文）
- 豆瓣电影上《反貪風暴3》的資料 （简体中文）
- 互联网电影数据库（IMDb）上《L風暴》的资料（英文）